# Anisogona notoplaga
Anisogona notoplaga es una especie de polilla de la familia Tortricidae. Se encuentra en Australia.